# 埃尔罗夫莱 (科克莱省)
埃尔罗夫莱是巴拿马科克莱省阿瓜杜尔塞区的一个城市。 该市面积为218.8平方（84.5平方英里），2010年时人口为8,369，故其人口密度为38.2名居民每平方（99名居民每平方英里）。